# 鄭子寮
鄭子寮，原寫為鄭仔藔，是臺灣臺南市北區的一個傳統地域名稱，位於該區西北大半部，並延伸至中西區西北部凸出部分，其北側以鹽水溪與安南區為界、以柴頭港溪與永康區為界，大致為位於公園路以西，臨安路以北的區域。相較於今日行政區，其範圍大致包括大港里、大和里、賢北里、大豐里、文元里、元美里、文成里、雙安里不含西南端、華德里、福德里、成德里、和順里、成功里、正覺里西南半部、小北里、長興里東北部、大興里西部、公園里西北部，以及中西區的西賢里、西湖里、光賢里、西和里西和路以西北的區域。
鄭子寮往下細分除了同名聚落以外，尚有文元寮、大港寮等兩個聚落。整體地勢較低，過去的土地多作為魚塭使用。

## 介紹
鄭仔藔位於台灣府城西北側，在清領初期屬臺灣縣武定里管轄，後武定里拆分，鄭仔藔屬外武定里；日治初期再合併文元藔及大港藔。1920年行政區劃改制時，劃為臺南州臺南市的大字。戰後劃歸臺南市北區管轄，西南部一隅則併入西區。
曾文溪因1823年的大風雨，造成鹽水溪河道南移，且下游多處淤積，鄭子寮一帶則因此逐漸浮陸，之後來自學甲與二重溪的鄭姓宗親至此開墾，故得名鄭子寮。鄭子寮在西門路以西的土地過去多為魚塭，臺南市政府於1993年在鄭子寮進行公辦市地重劃，於1997年重劃完成，重劃區面積有122.9公頃。目前為原臺南市的市地重劃區之一，境內新建高樓住宅及透天厝眾多，使其成為台南市發展快速的一區，並有兩間連鎖大型賣場大全聯及好市多進駐。2023年2月完工的南山台南廣場將作為新光三越台南小北門店並將於2025年8月試營運，9月開幕。

## 設施
日治時期
- 日本陸軍墓地
- 共榮鐵工所
- 台灣製鐵所[3]
- 曾文溪治水工事機械修理工場[4]（原日軍步兵第二聯隊官舍群東側）
- 臺灣總督府水產試驗場臺南支場分室養魚試驗池[5]

戰後
- 南山台南廣場
- 小北商場
- 小北成功夜市
- 花園夜市
- 武聖夜市
- 臺南市立文賢國民中學
- 臺南市北區文元國民小學
- 臺南市北區大港國民小學
- 臺南市北區賢北國民小學